# Allen (Oklahoma)
Allen és un poble dels Estats Units a l'estat d'Oklahoma. Segons el cens del 2000 tenia 951 habitants.

## Demografia
Segons el cens del 2000, Allen tenia 951 habitants, 384 habitatges, i 248 famílies. La densitat de població era de 403,5 habitants per km².
Dels 384 habitatges en un 28,9% hi vivien nens de menys de 18 anys, en un 51,6% hi vivien parelles casades, en un 9,4% dones solteres, i en un 35,4% no eren unitats familiars. En el 32,3% dels habitatges hi vivien persones soles el 19,8% de les quals corresponia a persones de 65 anys o més que vivien soles. El nombre mitjà de persones vivint en cada habitatge era de 2,39 i el nombre mitjà de persones que vivien en cada família era de 3,03.
Per edats la població es repartia de la següent manera: un 26,2% tenia menys de 18 anys, un 6,9% entre 18 i 24, un 25,9% entre 25 i 44, un 20,3% de 45 a 60 i un 20,7% 65 anys o més.
L'edat mediana era de 39 anys. Per cada 100 dones de 18 o més anys hi havia 81,9 homes.
La renda mediana per habitatge era de 22.632 $ i la renda mediana per família de 26.845 $. Els homes tenien una renda mediana de 21.739 $ mentre que les dones 17.500 $. La renda per capita de la població era de 10.928 $. Entorn del 16,6% de les famílies i el 20,4% de la població estaven per davall del llindar de pobresa.

## Poblacions més properes
El següent diagrama mostra les poblacions més properes.